# Sebastes peduncularis
Sebastes peduncularis är en fiskart som beskrevs av Chen, 1975. Sebastes peduncularis ingår i släktet Sebastes och familjen kungsfiskar. IUCN kategoriserar arten globalt som otillräckligt studerad. Inga underarter finns listade i Catalogue of Life.